# 戴耆顯
戴耆显（?—?），字令微，號梳河，直隸安庆府桐城縣人，明朝政治人物。

## 生平
萬曆二十八年（1600年）庚子科應天鄉試举人，萬曆三十二年（1604年），登甲辰科进士，授礼部主事，著有《梳河集》。

## 家族
祖父戴完。